# Elaphidion knulli
Elaphidion knulli är en skalbaggsart som beskrevs av Linsley 1957. Elaphidion knulli ingår i släktet Elaphidion och familjen långhorningar. Inga underarter finns listade i Catalogue of Life.